# アレクサンドラ・ウゼラツ
アレクサンドラ・ウゼラツ（セルビア語: Александра Узелац、ラテン文字転写: Aleksandra Uzelac、2004年7月27日 - ）は、セルビアの女子バレーボール選手。セルビア代表。

## 来歴

### クラブチーム
ズレニャニン出身。アンダーカテゴリーのクラブでのプレーを経て2020年、OK Železničarへ入団。2022/23シーズンのセルビア国内リーグで3位となり、自身はベストアウトサイドヒッター賞を受賞した。2023年5月、ブラジルのFluminense FCへの移籍が発表され、2023/24シーズンのブラジルスーパーリーグではベストサーバー部門と全選手でトップの活躍をみせた。2024年5月、トルコのZeren Spor Kulübüへの移籍が発表された。

### 代表チーム
アンダーカテゴリーの代表として、2020年のU-19欧州選手権で銀メダルを獲得した。2021年、シニア代表に初選出され、ネーションズリーグでデビューした。同年7月に開催されたU-20世界選手権で銀メダルを獲得した。2022年、U-19欧州選手権で銀メダルを獲得した。2023年のネーションズリーグに出場した。同年9月の欧州選手権で銀メダルを獲得した。パリ五輪予選に出場した。

## 球歴
- オリンピック - 2024年
- ネーションズリーグ - 2021年、2023年、2024年
- 欧州選手権 - 2023年

## 受賞歴
- 2022年 - U-19欧州選手権 ベストアウトサイドヒッター賞
- 2023年 - 2022/23セルビアリーグ ベストアウトサイドヒッター賞

## 所属クラブ
- OK Železničar（2020-2023年）
- Fluminense FC（2023-2024年）
- Zeren SK（2024年-）